# 沖縄県第4区
沖縄県第4区（おきなわけんだいよんく）は、日本の衆議院議員総選挙における選挙区。2002年（平成14年）公職選挙法改正による区割りの変更で新設。

## 区域
2013年（平成25年）公職選挙法改正以降の区域は以下のとおりである。那覇市を除く本島南部と宮古列島・八重山列島からなる選挙区である。
- 石垣市
- 糸満市
- 豊見城市
- 宮古島市
- 南城市
- 島尻郡
  - 与那原町
  - 南風原町
  - 八重瀬町
- 宮古郡
- 八重山郡

2002年（平成14年）公職選挙法改正から2013年の小選挙区改定までの区域は以下のとおりである。宮古列島・八重山列島は1区から、本島南部は2区から分区・移動した。
- 平良市
- 石垣市
- 糸満市
- 豊見城市
- 島尻郡
  - 東風平町
  - 具志頭村
  - 玉城村
  - 知念村
  - 佐敷町
  - 与那原町
  - 大里村
  - 南風原町
- 宮古郡
- 八重山郡

## 歴史
沖縄県は琉球新報や沖縄タイムスなどのリベラルなメディアの影響もあり、革新系野党の勢力が強いとされるが、当区は八重山日報などの保守的なメディアの影響もあり、比較的保守勢力が強いとされる選挙区である。自民党の西銘恒三郎が地盤としている。しかし、2009年と2014年に非自民候補が勝利したことで与野党混戦の様相を呈している（なお、2014年に革新政党の推薦を受けて当選した仲里利信は元自民党県議であり、西銘の後援会長も務めていた）。
2021年の第49回衆議院議員総選挙では、現役閣僚として臨んだ西銘が全ての市町村で立憲民主党公認の金城徹を上回る得票を得て勝利。金城は比例復活も阻まれた。
第50回衆議院議員総選挙に向けては、立憲民主党の金城のほか、2023年5月には元豊見城市議の山川泰博が日本維新の会公認で、翌6月には山川泰博の実弟で前豊見城市長の山川仁がれいわ新選組公認で、10月には沖縄社会大衆党を離党し、沖縄うないを結成した比嘉京子県議がそれぞれ立候補に意欲を示すなど野党の候補予定者が乱立。最終的に野党からは比嘉を除く3人が立候補し、西銘が3人を破り再選した（山川仁も比例復活で初当選）。

## 小選挙区選出議員
| 選挙名                 | 年     | 当選者     | 党派       |
| ---------------------- | ------ | ---------- | ---------- |
| 第43回衆議院議員総選挙 | 2003年 | 西銘恒三郎 | 自由民主党 |
| 第44回衆議院議員総選挙 | 2005年 | 西銘恒三郎 | 自由民主党 |
| 第45回衆議院議員総選挙 | 2009年 | 瑞慶覧長敏 | 民主党     |
| 第46回衆議院議員総選挙 | 2012年 | 西銘恒三郎 | 自由民主党 |
| 第47回衆議院議員総選挙 | 2014年 | 仲里利信   | 無所属     |
| 第48回衆議院議員総選挙 | 2017年 | 西銘恒三郎 | 自由民主党 |
| 第49回衆議院議員総選挙 | 2021年 | 西銘恒三郎 | 自由民主党 |
| 第50回衆議院議員総選挙 | 2024年 | 西銘恒三郎 | 自由民主党 |

## 選挙結果
時の内閣：第1次石破内閣 解散日：2024年10月9日 公示日：2024年10月15日
当日有権者数：29万8202人 最終投票率：48.39%（前回比：6.66%） （全国投票率：53.85%（2.08%））
| 当落 | 候補者名   | 年齢 | 所属党派     | 新旧 | 得票数   | 得票率 | 惜敗率 | 推薦・支持 | 重複 |
| ---- | ---------- | ---- | ------------ | ---- | -------- | ------ | ------ | ---------- | ---- |
| 当   | 西銘恒三郎 | 70   | 自由民主党   | 前   | 61,289票 | 43.37% | ――     | 公明党推薦 | ○    |
|      | 金城徹     | 71   | 立憲民主党   | 新   | 47,248票 | 33.44% | 77.09% |            | ○    |
| 比当 | 山川仁     | 50   | れいわ新選組 | 新   | 20,284票 | 14.36% | 33.10% |            | ○    |
|      | 山川泰博   | 54   | 日本維新の会 | 新   | 12,481票 | 8.83%  | 20.36% |            | ○    |

時の内閣：第1次岸田内閣 解散日：2021年10月14日 公示日：2021年10月19日
当日有権者数：29万5455人 最終投票率：55.05%（前回比：3.27%） （全国投票率：55.93%（2.25%））
| 当落 | 候補者名   | 年齢 | 所属党派   | 新旧 | 得票数   | 得票率 | 惜敗率 | 推薦・支持 | 重複 |
| ---- | ---------- | ---- | ---------- | ---- | -------- | ------ | ------ | ---------- | ---- |
| 当   | 西銘恒三郎 | 67   | 自由民主党 | 前   | 87,671票 | 54.90% | ――     | 公明党推薦 | ○    |
|      | 金城徹     | 68   | 立憲民主党 | 新   | 72,031票 | 45.10% | 82.16% |            | ○    |

時の内閣：第3次安倍第3次改造内閣 解散日：2017年9月28日 公示日：2017年10月10日
当日有権者数：28万6648人 最終投票率：58.32%（前回比：7.15%） （全国投票率：53.68%（1.02%））
| 当落 | 候補者名   | 年齢 | 所属党派   | 新旧 | 得票数   | 得票率 | 惜敗率 | 推薦・支持                                         | 重複 |
| ---- | ---------- | ---- | ---------- | ---- | -------- | ------ | ------ | -------------------------------------------------- | ---- |
| 当   | 西銘恒三郎 | 63   | 自由民主党 | 前   | 82,199票 | 50.51% | ――     | 公明党推薦                                         | ○    |
|      | 仲里利信   | 80   | 無所属     | 前   | 75,887票 | 46.63% | 92.32% | 日本共産党・自由党・社会民主党・沖縄社会大衆党支援 | ×    |
|      | 富川泰全   | 38   | 幸福実現党 | 新   | 4,650票  | 2.86%  | 5.66%  |                                                    |      |

時の内閣：第2次安倍改造内閣 解散日：2014年11月21日 公示日：2014年12月2日
当日有権者数：27万3173人 最終投票率：51.17%（前回比：2.20%） （全国投票率：52.66%（6.66%））
| 当落 | 候補者名   | 年齢 | 所属党派   | 新旧 | 得票数   | 得票率 | 惜敗率 | 推薦・支持                                           | 重複 |
| ---- | ---------- | ---- | ---------- | ---- | -------- | ------ | ------ | ---------------------------------------------------- | ---- |
| 当   | 仲里利信   | 77   | 無所属     | 新   | 71,227票 | 51.97% | ――     | 日本共産党・生活の党・社会民主党・沖縄社会大衆党支援 | ×    |
| 比当 | 西銘恒三郎 | 60   | 自由民主党 | 前   | 65,838票 | 48.03% | 92.43% | 公明党推薦                                           | ○    |

時の内閣：野田第3次改造内閣 解散日：2012年11月16日 公示日：2012年12月4日
当日有権者数：26万8344人 最終投票率：53.37%（前回比：10.96%） （全国投票率：59.32%（9.96%））
| 当落 | 候補者名   | 年齢 | 所属党派     | 新旧 | 得票数   | 得票率 | 惜敗率 | 推薦・支持         | 重複 |
| ---- | ---------- | ---- | ------------ | ---- | -------- | ------ | ------ | ------------------ | ---- |
| 当   | 西銘恒三郎 | 58   | 自由民主党   | 元   | 72,912票 | 52.21% | ――     | 公明党推薦         | ○    |
|      | 瑞慶覧長敏 | 54   | 無所属       | 前   | 33,791票 | 24.20% | 46.34% | 沖縄社会大衆党推薦 | ×    |
|      | 魚森豪太郎 | 34   | 日本維新の会 | 新   | 12,918票 | 9.25%  | 17.72% |                    | ○    |
|      | 真栄里保   | 56   | 日本共産党   | 新   | 11,825票 | 8.47%  | 16.22% |                    |      |
|      | 大城信彦   | 45   | 民主党       | 新   | 8,193票  | 5.87%  | 11.24% |                    | ○    |

- 瑞慶覧は2018年に南城市長選挙に立候補して当選。

時の内閣：麻生内閣 解散日：2009年7月21日 公示日：2009年8月18日
当日有権者数：25万9929人 最終投票率：64.33%（前回比：6.93%） （全国投票率：69.28%（1.77%））
| 当落 | 候補者名   | 年齢 | 所属党派   | 新旧 | 得票数   | 得票率 | 惜敗率 | 推薦・支持                   | 重複 |
| ---- | ---------- | ---- | ---------- | ---- | -------- | ------ | ------ | ---------------------------- | ---- |
| 当   | 瑞慶覧長敏 | 50   | 民主党     | 新   | 89,680票 | 54.71% | ――     | 国民新党・沖縄社会大衆党推薦 | ○    |
|      | 西銘恒三郎 | 55   | 自由民主党 | 前   | 71,653票 | 43.71% | 79.90% | 公明党推薦                   | ○    |
|      | 富川満也   | 34   | 幸福実現党 | 新   | 2,598票  | 1.58%  | 2.90%  |                              |      |

時の内閣：第2次小泉改造内閣 解散日：2005年8月8日 公示日：2005年8月30日
当日有権者数：24万8584人 最終投票率：57.40%（前回比：4.74%） （全国投票率：67.51%（7.65%））
| 当落 | 候補者名   | 年齢 | 所属党派   | 新旧 | 得票数   | 得票率 | 惜敗率 | 推薦・支持         | 重複 |
| ---- | ---------- | ---- | ---------- | ---- | -------- | ------ | ------ | ------------------ | ---- |
| 当   | 西銘恒三郎 | 51   | 自由民主党 | 前   | 68,419票 | 49.04% | ――     | 公明党推薦         | ○    |
|      | 宮国忠広   | 43   | 民主党     | 新   | 41,532票 | 29.77% | 60.70% | 沖縄社会大衆党推薦 | ○    |
|      | 真栄里保   | 49   | 日本共産党 | 新   | 15,068票 | 10.80% | 22.02% |                    |      |
|      | 金城浩     | 57   | 国民新党   | 新   | 14,491票 | 10.39% | 21.18% |                    | ○    |

- 金城は自由連合所属だが、全国の他選挙区に同党公認候補がいないため国民新党との提携で国民新党から立候補した。第41回・第42回は2区から出馬も落選。

時の内閣：第1次小泉第2次改造内閣 解散日：2003年10月10日 公示日：2003年10月28日
当日有権者数：24万2602人 最終投票率：52.66% （全国投票率：59.86%（2.63%））
| 当落 | 候補者名   | 年齢 | 所属党派   | 新旧 | 得票数   | 得票率 | 惜敗率 | 推薦・支持                         | 重複 |
| ---- | ---------- | ---- | ---------- | ---- | -------- | ------ | ------ | ---------------------------------- | ---- |
| 当   | 西銘恒三郎 | 49   | 自由民主党 | 新   | 67,752票 | 54.47% | ――     | 公明党推薦                         | ○    |
|      | 宮国忠広   | 41   | 民主党     | 新   | 38,550票 | 30.99% | 56.90% | 社会民主党推薦・沖縄社会大衆党支持 | ○    |
|      | 宮里武志   | 47   | 日本共産党 | 新   | 18,074票 | 14.53% | 26.68% |                                    |      |